# Walter Franco
Walter Franco (Santa Marta, Magdalena, Colombia; 16 de diciembre de 1986) es un futbolista colombiano. Juega de delantero y su equipo actual es el Valledupar F. C. de la Categoría Primera B colombiana.

## Clubes
| Club              | País     | Año           |
| ----------------- | -------- | ------------- |
| Unión Magdalena   | Colombia | 2005 - 2008   |
| Barranquilla F.C. | Colombia | 2008 - 2009   |
| Unión Magdalena   | Colombia | 2009 - 2010   |
| Barranquilla F.C. | Colombia | 2011          |
| Real Santander    | Colombia | 2012          |
| Valledupar F. C.  | Colombia | 2013-Presente |